# Rudolf Wilmes
Rudolf Wilmes  (1894 en Langendreer - † 1955 en Múnich) fue un lingüista alemán, especialista en el idioma aragonés

## La vida y la obra
Wilmes fue alumno de Fritz Krüger. En 1930 recoge en el Sobrarbe (Pirineo aragonés) materiales para su tesis doctoral leída en 1933 sobre el vocabulario del Valle de Vió (de acuerdo con el método "palabras y las cosas"). Dejó inédito su trabajo de toponimia titulado «Liste einiger flurnamen im Valle de Vió und bei Boltaña», de 1950.
Sus trabajos sobre el Valle de Vió fueron publicados en tres partes:
- Der Hausrat im hocharagonesischen Bauernhause des Valle de Vio, en: Volkstum und Kultur der Romanen 10, 1937, pp. 213-246
- Contribución a la terminología de la flora y fauna pirenaica: Valle de Vio, in: Homenaje a Fritz Krüger, Vol. 2, Mendoza 1954, pp. 157-192
- La cultura popular de un valle altoaragonés, en: Anales del Instituto de Lingüística de Cuyo (Mendoza), Vol. 6, 1957, pp. 149-310